# Valle del Retortillo
Valle del Retortillo ist ein nordspanisches Dorf in einer Gemeinde (municipio) mit 168 Einwohnern (Stand: 2024) in der Provinz Palencia in der Autonomen Gemeinschaft Kastilien-León. Die Gemeinde, die 1973 durch Zusammenlegung gebildet wurde, besteht aus den Ortschaften Abastas, Abastillas, Añoza, Villalumbroso und Villatoquite.

## Lage und Klima
Valle del Retortillo liegt in der Region Tierra de Campos auf der kastilischen Hochebene in einer Höhe von ca. 770 m. Die Provinzhauptstadt Palencia befindet sich mit ihrem Stadtzentrum etwa 27 Kilometer (Fahrtstrecke) südsüdöstlich.
Das Klima im Winter ist durchaus kalt, im Sommer dagegen warm bis heiß; die eher spärlichen Regenfälle (ca. 545 mm/Jahr) fallen überwiegend im Winterhalbjahr.

## Bevölkerungsentwicklung
| Jahr      | 1981 | 1991 | 2001 | 2011 | 2021 |
| Einwohner | 362  | 294  | 214  | 185  | 174  |

## Sehenswürdigkeiten
- Kirche Mariä Himmelfahrt in Añoza
- Salvatorkirche in Villatoquite
- Michaeliskirche in Villalumbroso
- Jakobuskirchein Abastas

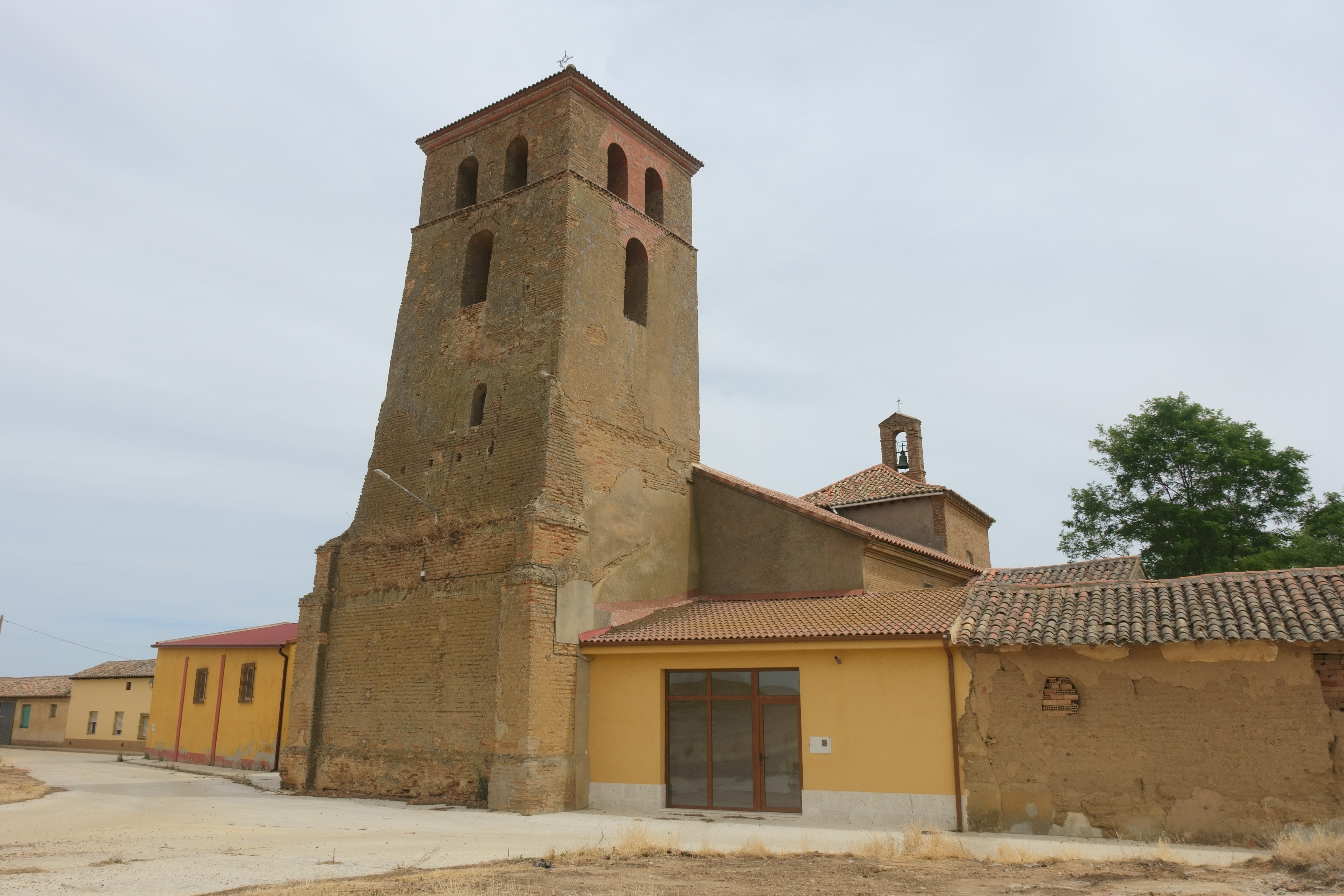
Kirche Mariä Himmelfahrt
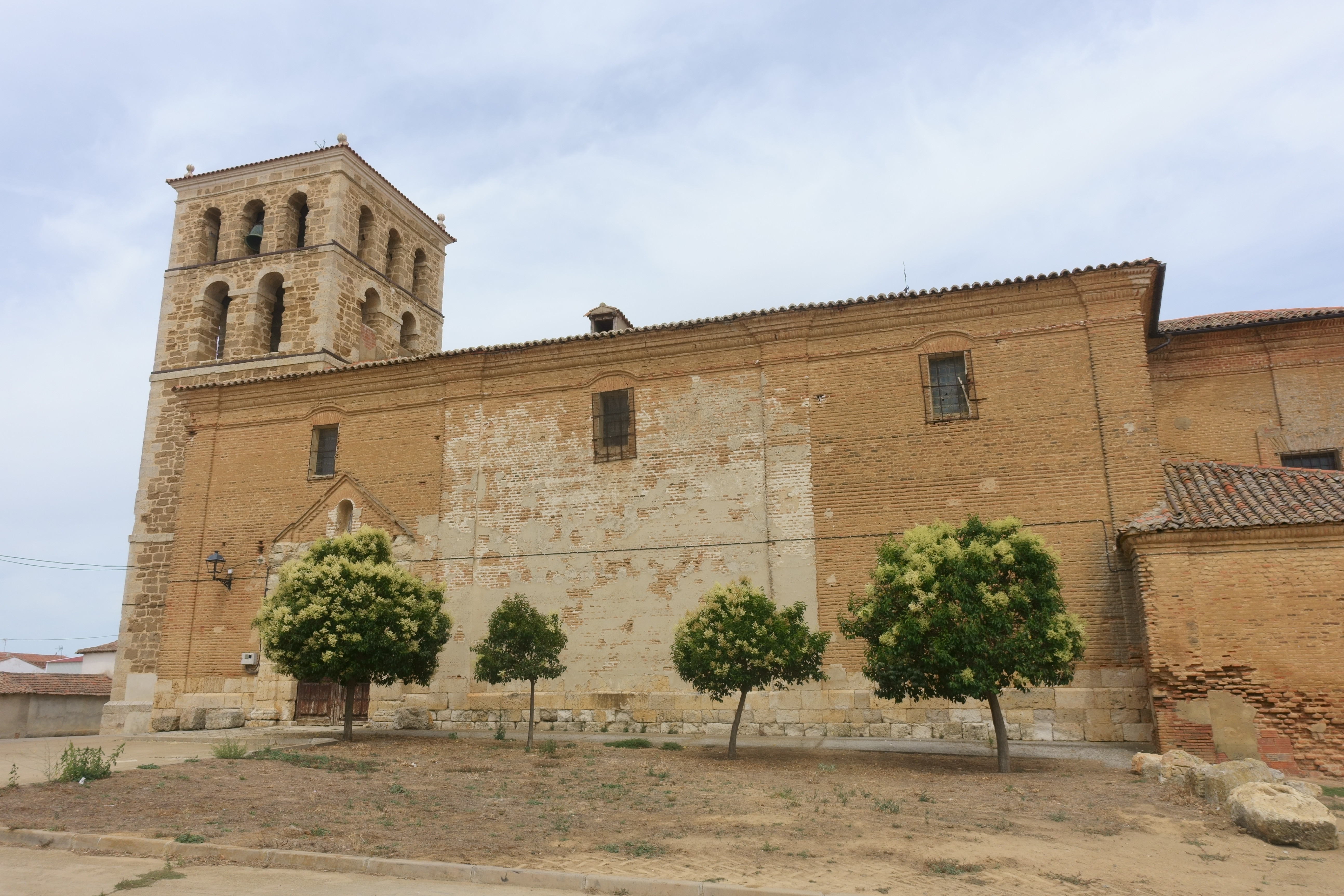
Michaeliskirche
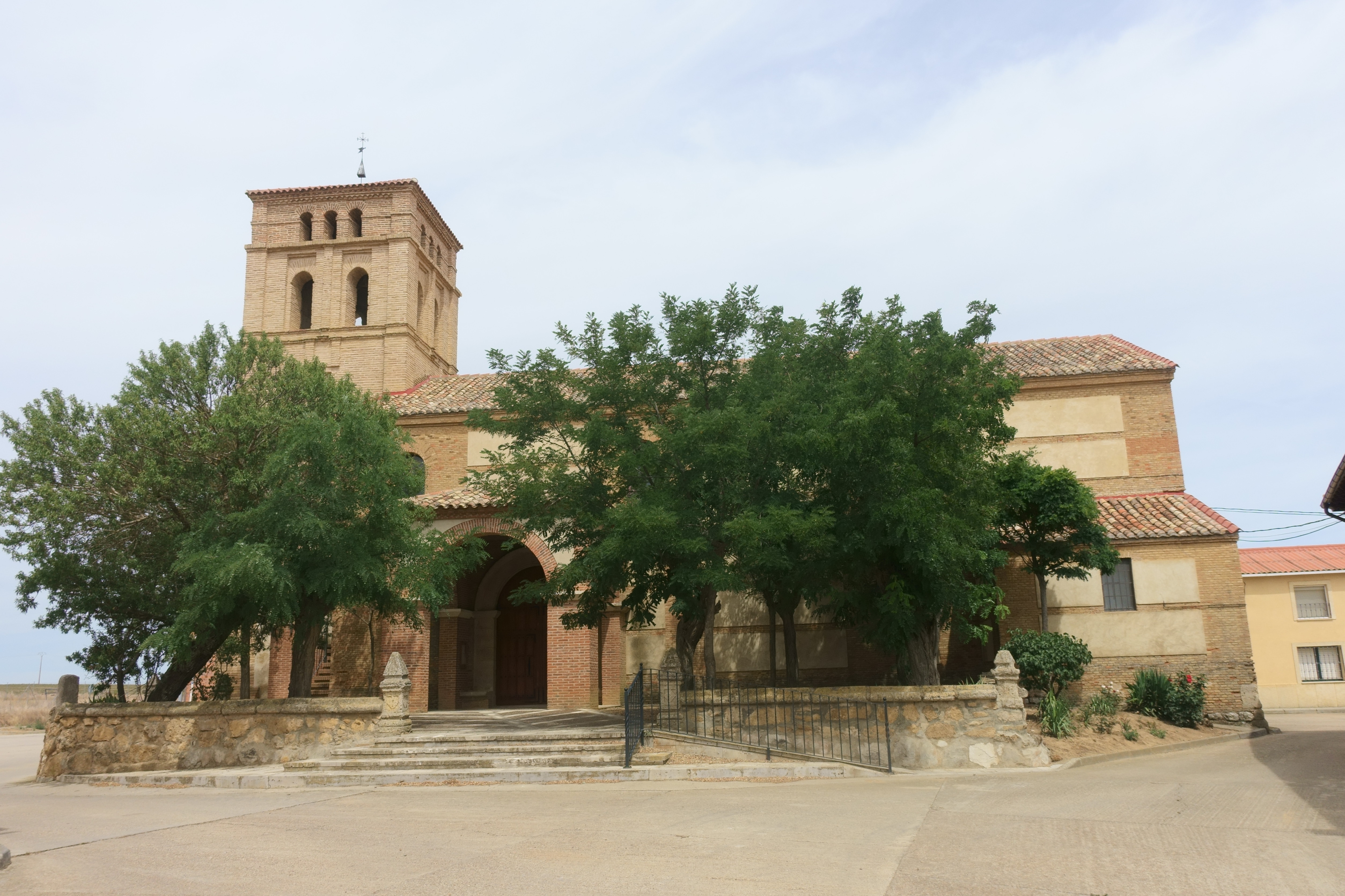
Salvatorkirche
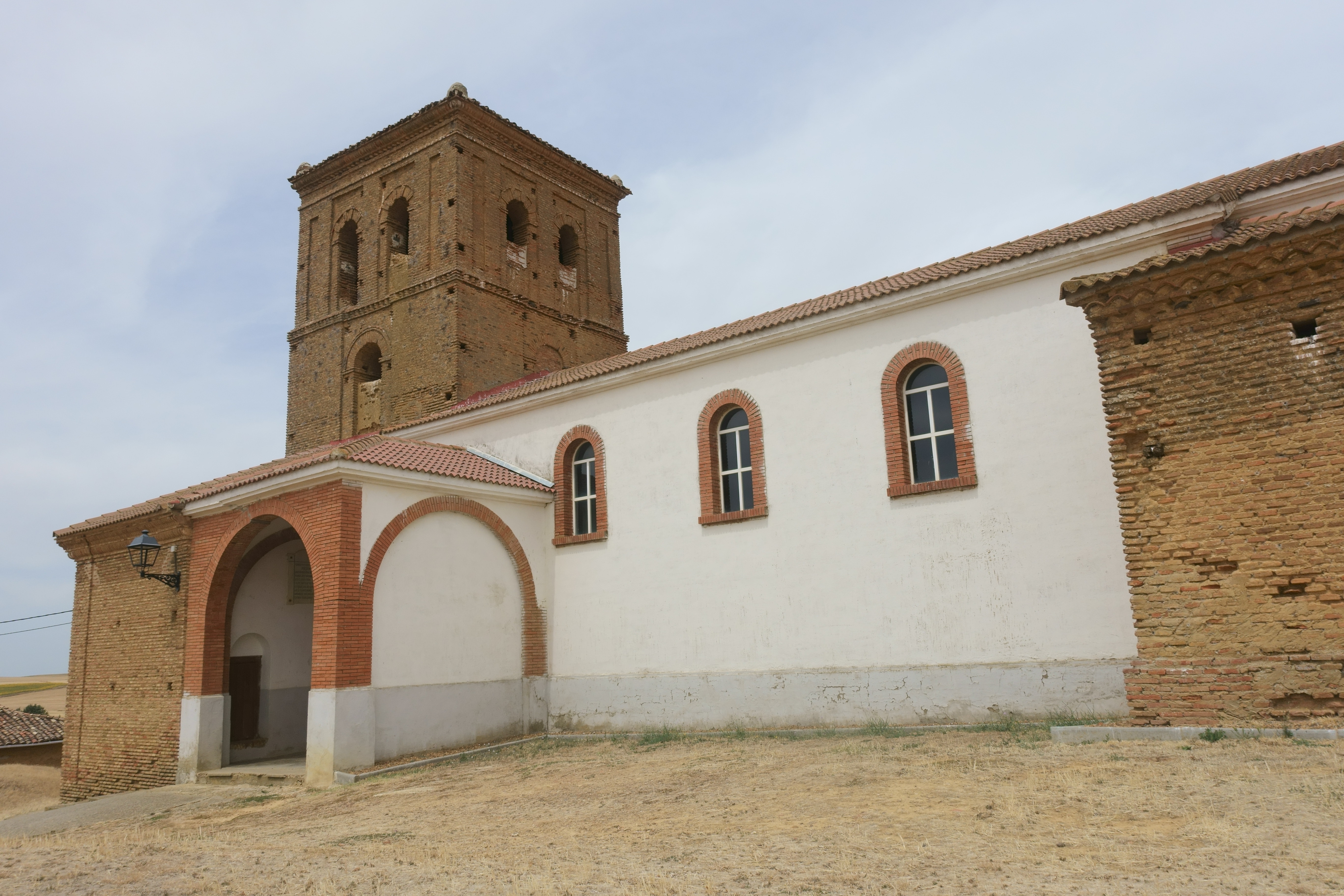
Jakobuskirche
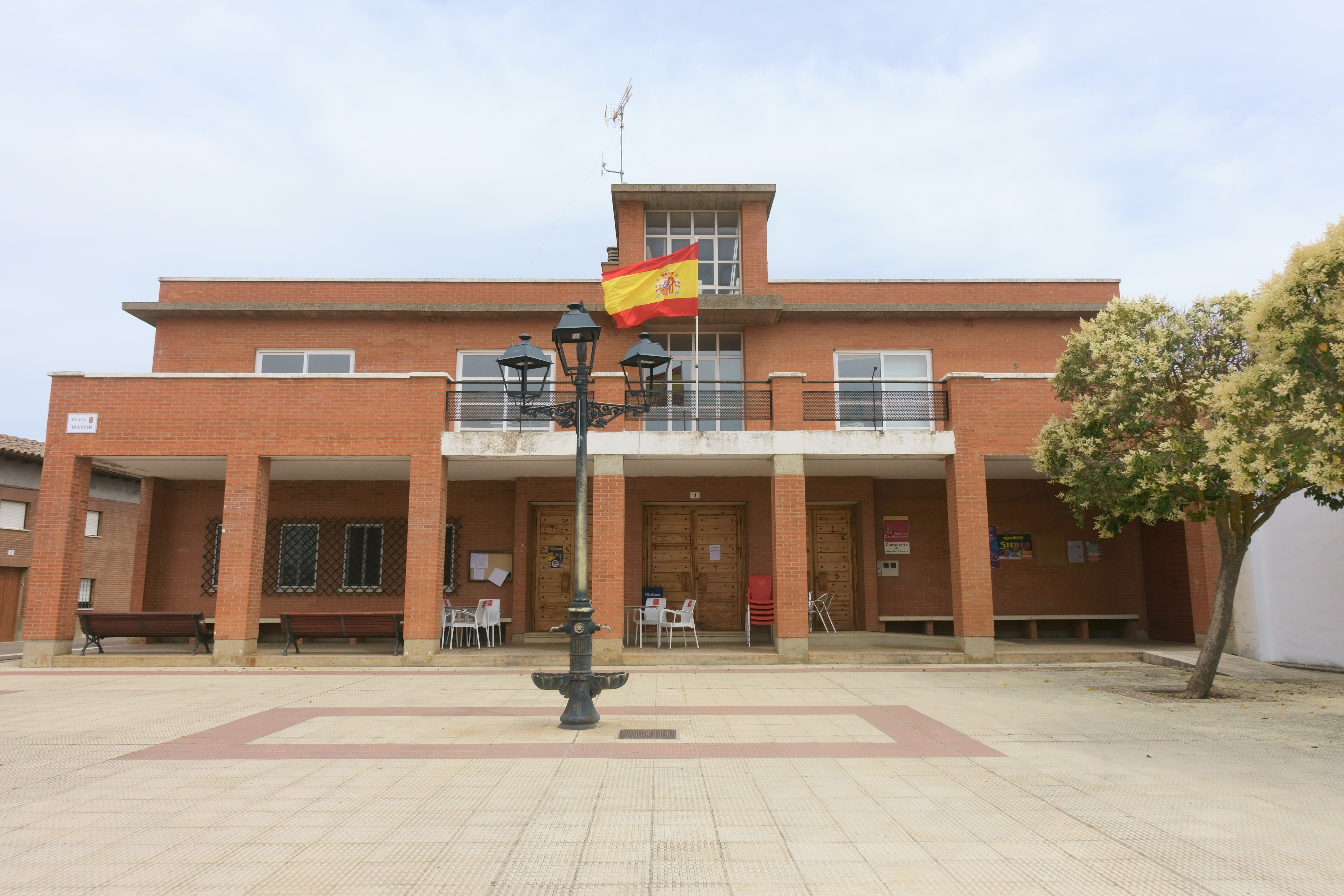
Rathaus